# DeWitt (Iowa)
DeWitt è una città degli Stati Uniti d'America, situata nello Stato dell'Iowa, nella contea di Clinton.